# Pterolophia simplicior
Pterolophia simplicior là một loài bọ cánh cứng trong họ Cerambycidae.